# Neuroimaging
Il neuroimaging, o imaging cerebrale, oppure neuroimmagine, è l'uso di varie tecniche per la mappatura diretta o indiretta della struttura, della funzione o della farmacologia del sistema nervoso.
I medici specializzati nelle prestazioni e nell'interpretazione del neuroimaging in ambito clinico sono i neuroradiologi per le tecniche di imaging di competenza della radiologia diagnostica; le tecniche SPECT e PET sono invece competenza del medico nucleare.
Il Neuroimaging rientra in due grandi categorie:
- Neuroimaging strutturale, che si occupa della struttura del sistema nervoso e della diagnosi di malattie intracraniche gravi (su larga scala), come un tumore o una lesione.
- Neuroimaging funzionale, che viene utilizzato per diagnosticare malattie e lesioni metaboliche su scala più fine (come la malattia di Alzheimer) e anche per la ricerca psicologica, neurologica e cognitiva e la costruzione di interfacce cervello-computer.

Il neuroimaging funzionale consente, ad esempio, la visualizzazione diretta dell'elaborazione delle informazioni da parte dei centri del cervello. Tale elaborazione fa sì che l'area interessata del cervello aumenti il metabolismo e "si illumini" durante la scansione.
Il neuroimaging ha permesso grandi progressi nella diagnostica medica e nella ricerca scientifica, ma alcuni suoi utilizzi non sono esenti da critiche: uno dei suoi usi più controversi è stato ad esempio la ricerca dell'"identificazione del pensiero", o "lettura della mente".

## Storia
Il primo capitolo della storia del neuroimaging risale al neuroscienziato italiano Angelo Mosso, che inventò la "bilancia della circolazione umana", che poteva misurare in modo non invasivo la ridistribuzione del sangue durante l'attività emotiva e intellettuale. Tuttavia, sebbene brevemente menzionati da William James nel 1890, i dettagli e i meccanismi precisi di questa bilancia e gli esperimenti eseguiti da Mosso sono rimasti in gran parte sconosciuti, fino alla recente scoperta dello strumento originale, nonché dei rapporti di Mosso da parte di Stefano Sandrone e colleghi.
Nel 1918 il neurochirurgo americano Walter Dandy introdusse la tecnica della ventricolografia. Le immagini radiografiche del sistema ventricolare all'interno del cervello erano ottenute mediante iniezione di aria filtrata direttamente in uno o entrambi i ventricoli laterali del cervello, tramite un foro praticato nel cranio. Dandy osservò anche che l'aria introdotta nello spazio subaracnoideo attraverso la puntura spinale lombare potesse entrare nei ventricoli cerebrali e mostrare anche i compartimenti del liquido cerebrospinale attorno alla base del cervello e sulla sua superficie. Questo fu alla base della creazione di una tecnica più evoluta, la pneumoencefalografia, che permetteva quindi di evitare di forare il cranio per iniettare l'aria nel cervello.
Nel 1927 Egas Moniz introdusse l'angiografia cerebrale, per cui i vasi sanguigni normali e anormali all'interno e intorno al cervello potevano essere visualizzati con grande precisione.
All'inizio degli anni '70, Allan McLeod Cormack e Godfrey Newbold Hounsfield introdussero la tomografia assiale computerizzata (TAC) e immagini anatomiche del cervello sempre più dettagliate divennero disponibili per scopi diagnostici e di ricerca. Cormack e Hounsfield vinsero il premio Nobel per la medicina nel 1979 per il loro lavoro. Poco dopo l'introduzione della TAC nei primi anni '80, lo sviluppo di radioligandi ha permesso la tomografia a emissione di fotone singolo (SPECT) e la tomografia ad emissione di positroni (PET).
Più o meno contemporaneamente, l'imaging a risonanza magnetica (MRI) è stato sviluppato da ricercatori tra cui Peter Mansfield e Paul Lauterbur, che nel 2003 ricevettero il premio Nobel per la medicina. All'inizio degli anni '80 la risonanza magnetica è stata introdotta clinicamente e durante gli anni '80 si verificò una vera esplosione di perfezionamenti tecnici e applicazioni diagnostiche della RM. Gli scienziati hanno presto scoperto che i grandi cambiamenti del flusso sanguigno misurati dalla PET potevano anche essere ripresi dal tipo corretto di risonanza magnetica. La risonanza magnetica funzionale (fMRI) dagli anni '90 ha dominato il campo della mappatura cerebrale grazie alla ridotta invasività e disponibilità relativamente ampia.
All'inizio degli anni 2000, il campo del neuroimaging ha raggiunto lo stadio in cui sono diventate possibili alcune applicazioni pratiche dell'imaging cerebrale funzionale. L'area di applicazione principale è rappresentata da alcune forme di interfaccia neurale.

## Tecniche di neuroimaging

### Tomografia assiale computerizzata
La tomografia computerizzata (TC) o tomografia assiale computerizzata (TAC) utilizza una serie di raggi X al cranio prelevati da molte direzioni diverse. Tipicamente utilizzata per visualizzare rapidamente lesioni cerebrali, la scansione TC utilizza un programma per computer che esegue un calcolo numerico integrale (la trasformata inversa di Radon) sulla serie di raggi X misurata per stimare la quantità di raggi X assorbita in un piccolo volume di il cervello. In genere le informazioni sono presentate come sezioni trasversali del cervello.

### Imaging ottico diffuso
L'imaging ottico diffuso (DOI) o tomografia ottica diffusa (DOT) è una modalità di imaging medico che utilizza luce vicina agli infrarossi per generare immagini del corpo. La tecnica misura l'assorbimento ottico dell'emoglobina e si basa sullo spettro di assorbimento dell'emoglobina che varia con il suo stato di ossigenazione. La tomografia ottica diffusa ad alta densità (HD-DOT) è stata confrontata direttamente con la fMRI utilizzando la risposta alla stimolazione visiva in soggetti studiati con entrambe le tecniche, con risultati simili. L'HD-DOT è stato anche confrontato con la risonanza magnetica in termini di compiti linguistici e connettività funzionale a riposo.

### Segnale ottico evento correlato
Il segnale ottico evento correlato (EROS) è una tecnica di scansione del cervello che utilizza la luce infrarossa attraverso le fibre ottiche per misurare i cambiamenti nelle proprietà ottiche delle aree attive della corteccia cerebrale. Considerando che tecniche come l'imaging ottico diffuso (DOT) e la spettroscopia nel vicino infrarosso (NIRS) misurano l'assorbimento ottico dell'emoglobina e quindi si basano sul flusso sanguigno, l'EROS sfrutta le proprietà di dispersione dei neuroni stessi e fornisce quindi una misura dell'attività cellulare. L'EROS può individuare l'attività nel cervello in millimetri (spazialmente) e in millisecondi (nel tempo). Il suo più grande svantaggio è l'incapacità di rilevare l'attività a una profondità superiore a qualche centimetro. EROS è una nuova tecnica relativamente economica che non è invasiva per il soggetto in esame. È stata sviluppata all'Università dell'Illinois - Urbana-Champaign, dove ora è utilizzato nel laboratorio di Neuroimaging cognitivo del Dr. Gabriele Gratton e della Dott.ssa Monica Fabiani.

### Imaging a risonanza magnetica
La risonanza magnetica (RM) utilizza campi magnetici e onde radio per produrre immagini bidimensionali o tridimensionali di alta qualità di strutture cerebrali. È una tecnica non-invasiva, che non prevede dunque l'uso di radiazioni ionizzanti (raggi X) o traccianti radioattivi.

### Imaging a risonanza magnetica funzionale
La risonanza magnetica funzionale (fMRI) e l'etichettatura degli spin arteriosi (ASL) si basano sulle proprietà paramagnetiche dell'emoglobina ossigenata e deossigenata per vedere le immagini del cambiamento del flusso sanguigno nel cervello associato all'attività neurale. Ciò consente di generare immagini che riflettono quali strutture cerebrali sono attivate (e come) durante l'esecuzione di diversi compiti o allo stato di riposo. Secondo l'ipotesi dell'ossigenazione, i cambiamenti nel consumo dell'ossigeno nel flusso sanguigno cerebrale regionale durante l'attività cognitiva o comportamentale possono essere associati a regioni neuronali, in quanto direttamente correlati ai compiti cognitivi o comportamentali a cui partecipano.
La maggior parte degli scanner fMRI consente allo sperimentatore di presentare immagini visive, suoni e stimoli tattili diversi e ai soggetti di compiere diverse azioni come la pressione di un pulsante o lo spostamento di un joystick. Di conseguenza, la risonanza magnetica può essere utilizzata per rivelare strutture e processi cerebrali associati a percezione, pensiero e azione. La risoluzione della fMRI è attualmente di circa 2-3 millimetri, limitata dalla diffusione spaziale della risposta emodinamica all'attività neurale. Ha ampiamente sostituito la PET per lo studio dei modelli di attivazione cerebrale. La PET, tuttavia, conserva il vantaggio significativo di essere in grado di identificare specifici recettori cerebrali (o trasportatori) associati a particolari neurotrasmettitori attraverso la sua capacità di visualizzare i "ligandi" dei recettori radiomarcati (i ligandi dei recettori sono sostanze chimiche che si attaccano ai recettori).
Oltre alla ricerca su soggetti sani, la fMRI viene sempre più utilizzata per la diagnosi medica della malattia. Poiché la risonanza magnetica è squisitamente sensibile all'uso di ossigeno nel flusso sanguigno, è estremamente sensibile ai primi cambiamenti nel cervello derivanti da ischemia (flusso sanguigno anormalmente basso), come i cambiamenti che seguono l'ictus. La diagnosi precoce di alcuni tipi di ictus è sempre più importante in neurologia, poiché le sostanze che dissolvono i coaguli di sangue possono essere utilizzate nelle prime ore dopo che si verificano determinati tipi di ictus, ma sono pericolose da utilizzare in seguito. I cambiamenti cerebrali osservati con la risonanza magnetica possono aiutare a prendere la decisione di trattare con questi agenti. Con una precisione compresa tra il 72% e il 90%, in cui la probabilità casuale raggiungerebbe lo 0,8%, le tecniche di fMRI possono decidere quale di una serie di immagini conosciute il soggetto sta visualizzando.
La risonanza magnetica è una tecnica estremamente flessibile che offre una vasta gamma di sequenze avanzate per lo studio della struttura e della funzione cerebrale. Recentemente ha avuto un ruolo predominante nello sviluppo della connettomica su macroscala che si propone di studiare l'architettura cerebrale mappando le unità fondamentali dell'encefalo e le loro connessioni.

### Magnetoencefalografia
La magnetoencefalografia (MEG) è una tecnica di imaging utilizzata per misurare i campi magnetici prodotti dall'attività elettrica nel cervello attraverso dispositivi estremamente sensibili come il dispositivo superconduttore a interferenza quantistica (SQUID) o i magnetometri SERF. La MEG offre una misurazione molto diretta dell'attività elettrica neurale (rispetto ad esempio alla fMRI) con una risoluzione temporale molto elevata ma una risoluzione spaziale relativamente bassa. Il vantaggio di misurare i campi magnetici prodotti dall'attività neurale è che essi sono probabilmente meno distorti dai tessuti circostanti (in particolare il cranio e il cuoio capelluto) rispetto ai campi elettrici misurati mediante elettroencefalografia (EEG). In particolare, si può dimostrare che i campi magnetici prodotti dall'attività elettrica non sono influenzati dal tessuto circostante del cranio, dal momento che esso è modellato come un insieme di gusci sferici concentrici, ciascuno dei quali è un conduttore omogeneo isotropico. Le teste sono non sferiche e hanno conduttività in gran parte anisotropiche (in particolare la materia bianca e il cranio). Mentre l'anisotropia del cranio ha un effetto trascurabile sul MEG (a differenza dell'EEG), l'anisotropia della sostanza bianca influenza fortemente le misurazioni del MEG per fonti radiali e profonde. Si noti, tuttavia, che il cranio è stato considerato uniformemente anisotropico in questo studio, il che non è vero per una testa reale: gli spessori assoluti e relativi della diploe e degli strati dei tavolati variano tra e all'interno delle ossa del cranio. Ciò rende probabile che anche la MEG sia influenzata dall'anisotropia del cranio, sebbene probabilmente non allo stesso livello dell'EEG.
Ci sono molti usi per la MEG, incluso aiutare i chirurghi a localizzare una patologia, aiutare i ricercatori a determinare la funzione di varie parti del cervello, il neurofeedback e altri.

### Tomografia a emissione di positroni
La tomografia ad emissione di positroni (PET), e la tomografia ad emissione di positroni cerebrali, misurano le emissioni da sostanze chimiche metabolicamente attive marcate radioattivamente che sono state iniettate nel flusso sanguigno. I dati di emissione sono elaborati al computer per produrre immagini bidimensionali o tridimensionali della distribuzione delle sostanze chimiche nel cervello. I radioisotopi che emettono positroni utilizzati sono prodotti da un ciclotrone e le sostanze chimiche sono marcate con questi atomi radioattivi. Il composto marcato, chiamato radiotracciante, viene iniettato nel flusso sanguigno e infine si dirige verso il cervello. I sensori nello scanner PET rilevano la radioattività mentre il composto si accumula in varie regioni del cervello. Un computer utilizza i dati raccolti dai sensori per creare immagini bidimensionali o tridimensionali che mostrano dove agisce il composto nel cervello. Particolarmente utili sono una vasta gamma di ligandi usati per mappare diversi aspetti dell'attività dei neurotrasmettitori; il tracciante PET di gran lunga più comunemente usato è una forma marcata di glucosio (vedi Fluorodesossiglucosio).
Il più grande vantaggio della scansione PET è che diversi composti possono mostrare il flusso sanguigno e il metabolismo dell'ossigeno e del glucosio nei tessuti del cervello mentre lavora. Queste misurazioni riflettono la quantità di attività cerebrale nelle varie regioni del cervello e consentono di acquisire informazioni su come funziona il cervello. Le scansioni PET erano superiori a tutti gli altri metodi di imaging metabolico in termini di risoluzione e velocità di completamento (appena 30 secondi) quando sono diventati disponibili per la prima volta. La risoluzione migliorata ha permesso di studiare meglio l'area del cervello attivata da un determinato compito. Il più grande svantaggio della scansione PET è che, poiché la radioattività decade rapidamente, si limita al monitoraggio di brevi compiti. Prima della diffusione della tecnologia fMRI, la scansione PET era il metodo preferito di imaging cerebrale funzionale (piuttosto che strutturale), e essa continua a dare grandi contributi alle neuroscienze.
La scansione PET viene anche utilizzata per la diagnosi di malattie cerebrali, in particolare perché tumori cerebrali, ictus e malattie che danneggiano i neuroni che causano demenza (come il morbo di Alzheimer) causano tutte grandi cambiamenti nel metabolismo cerebrale, che a sua volta provoca cambiamenti facilmente rilevabili nelle scansioni PET. La PET è probabilmente più utile nei casi di alcune demenze precoci (esempi classici sono la malattia di Alzheimer e la malattia di Pick) in cui il danno precoce è troppo diffuso e causa troppa poca differenza nel volume del cervello e nella struttura lorda per avere effetto sulle immagini TC e MRI.

### Tomografia a emissione di fotone singolo
La tomografia a emissione di fotone singolo (SPECT) è simile alla PET e utilizza radioisotopi che emettono raggi gamma e una gamma camera per registrare i dati che un computer utilizza per costruire immagini bidimensionali o tridimensionali di regioni cerebrali attive. La SPECT si basa su un'iniezione di un tracciante radioattivo, o "agente SPECT", che viene rapidamente assorbito dal cervello ma non si ridistribuisce. L'assorbimento dell'agente SPECT è completo al 100% entro 30-60 secondi, riflettendo il flusso ematico cerebrale (CBF) al momento dell'iniezione. Queste proprietà della SPECT la rendono particolarmente adatta per l'imaging dell'epilessia, che di solito è resa difficile da problemi con il movimento del paziente e tipi variabili di crisi. La SPECT fornisce un'istantanea del flusso sanguigno cerebrale poiché le scansioni possono essere acquisite dopo la fine dell'attacco (purché il tracciante radioattivo sia stato iniettato al momento dell'attacco). Una limitazione significativa della SPECT è la sua scarsa risoluzione (circa 1 cm) rispetto a quella della risonanza magnetica. Oggi sono comunemente utilizzate macchine SPECT con testine a doppio rivelatore, sebbene sul mercato siano disponibili macchine a tripla testina. La ricostruzione tomografica, (utilizzata principalmente per "istantanee" funzionali del cervello) richiede più proiezioni dalle testine del rivelatore che ruotano attorno al cranio, quindi alcuni ricercatori hanno sviluppato macchine SPECT con 6 e 11 testine per ridurre i tempi di imaging e dare una risoluzione più elevata.
Come la PET, anche la SPECT può essere utilizzato per differenziare diversi tipi di processi patologici che producono demenza, ed è sempre più utilizzata a questo scopo. La neuro-PET ha lo svantaggio di richiedere l'uso di traccianti con emivite di massimo 110 minuti, come il FDG. Questi devono essere realizzati in un ciclotrone e sono costosi o addirittura non disponibili se i tempi di trasporto necessari sono prolungati più di alcune emivite. La SPECT, tuttavia, è in grado di utilizzare traccianti con emivite molto più lunghe, come il tecnezio-99m, e di conseguenza è molto più ampiamente disponibile.

### Ultrasuoni cranici
L'ecografia cranica viene solitamente utilizzata solo nei bambini, le cui fontanelle aperte forniscono finestre acustiche che consentono l'imaging ecografico del cervello. I vantaggi includono l'assenza di radiazioni ionizzanti e la possibilità di scansione a letto, ma la mancanza di dettagli sui tessuti molli fa sì che la RM sia preferita per alcune condizioni.

## Critiche e cautele
Alcuni scienziati hanno criticato le affermazioni basate sull'imaging cerebrale pubblicate su riviste scientifiche e sulla stampa popolare, come la scoperta della parte del cervello responsabile per funzioni come talenti, ricordi specifici o per generare emozioni come l'amore. Molte tecniche di mappatura hanno una risoluzione relativamente bassa, di centinaia di migliaia di neuroni in un singolo voxel. Molte funzioni coinvolgono più parti del cervello, il che significa che questo tipo di affermazione è probabilmente non verificabile con l'apparecchiatura utilizzata e generalmente basata su un'ipotesi approssimativa su come sono divise le funzioni cerebrali. È possibile che la maggior parte delle funzioni cerebrali venga descritta correttamente solo dopo essere stata misurata con misurazioni molto più dettagliate che non si limitino a grandi regioni, ma che coinvolgano invece un numero molto grande di piccoli circuiti cerebrali. Molti di questi studi presentano anche problemi tecnici, come piccole dimensioni del campione o scarsa calibrazione dell'attrezzatura, il che significa che non possono essere riprodotti - considerazioni che a volte vengono ignorate per produrre un articolo di giornale sensazionale o un titolo ad effetto. In alcuni casi le tecniche di mappatura del cervello sono utilizzate a scopi commerciali, per individuare false dichiarazioni, o per diagnosi mediche, seguendo metodologie che non sono state validate scientificamente.
La teoria della specializzazione funzionale non può essere allo stato attuale né confutata né confermata da neuroimaiging. Il neuroimaging si presenta come una prova ausiliare secondaria delle ipotesi funzionali, che necessitano di ulteriori e più approfondite analisi per stabilire la certezza di un legame tra funzione e zona cerebrale.